# Belsentes
Belsentes es una comuna francesa situada en el departamento de Ardèche, de la región de Auvernia-Ródano-Alpes, creada el 1 de enero de 2019.

## Geografía
Está ubicada a 30 km al suroeste de Tournon-sur-Rhône.

## Historia
Fue creada el 1 de enero de 2019 como una comuna nueva, en aplicación de una resolución del prefecto de Ardèche del 12 de diciembre de 2018 con la unión de las comunas de Nonières et Saint-Julien-Labrousse, pasando a estar el ayuntamiento en la antigua comuna de Nonières.